# Информационное право
Информационное право -  комплексная отрасль российского права, которая включает в себя нормы, институты и принципы права, регулирующие общественные отношения в информационной сфере общества и его составляющих частей.  

## Понятие информационного права
В современной юридической литературе информационное право рассматривается как комплексная отрасль. Однако в ряде исследований прошлых десятилетий информационное право рассматривалось со следующих позиций:
Информационное право  — это система правового регулирования отношений в информационной сфере, то есть подотрасль российского административного права и гражданского права, а также науку и учебную дисциплину в этой области .
Информационное право как наука  — это система научных знаний об информационном праве как подотрасли административного права, его предмете, методах, принципах правового регулирования информационных отношений, истории развития, его основных институтах, сравнительно-правовом анализе норм права и общественных отношений в информационной сфере зарубежных стран. И эта наука находится на начальном этапе своего формирования.
Информационное право как учебная дисциплина — это система знаний об информационном праве, обязательных к изучению в соответствующих учебных заведениях, в первую очередь юридических.
Информационное право представляет собой комплексную отрасль права. До недавних пор информационное право являлось подотраслью административного права. Выделение информационного права в подотрасль признавалось не всеми учеными и произошло сравнительно недавно. В свою очередь, как новая отрасль права, не успела в полной мере устояться.
Понятие информационного права — отрасль права, совокупность правовых норм, регулирующих общественные отношения в информационной сфере, связанных с оборотом информации, формированием и использованием информационных ресурсов, созданием и функционированием информационных систем в целях обеспечения безопасного удовлетворения информационных потребностей граждан, организаций, государства и общества.
Сегодня информационное право не может считаться ни подотраслью какой-либо одной отрасли права, ни первичной отраслью права, а является вторичной, комплексной отраслью российского права. В ряде работ подробно и аргументировано рассмотрены критерии обособления норм информационного права в комплексную отрасль. В исследованиях И.М. Рассолова отмечено пять таких признаков (формально-юридический, предметный, количественный, функциональный, субъектный).
В системе информационного сегодня отмечают правовые институты:
- правового регулирования СМИ;
- цифровых прав;
- интернет-права;
- электронного документооборота;
- персональных данных;
- электронной торговли;
- информационной безопасности;
- рассмотрения информационных споров.

При этом интернет-право выступает центральным институтом комплексной отрасли информационного права. 
В настоящее время, можно говорить о формировании двух подотраслей в системе отрасли информационного права: медиаправа и цифрового права.

## Предмет и методы информационного права
Основным предметом правового регулирования информационного права выступает информация, то есть общественные отношения в информационной сфере, возникающие при осуществлении информационных процессов — процессов производства, сбора, обработки, накопления, хранения, поиска, передачи, распространения и потребления информации.
Содержание предмета информационного права составляют следующие  виды общественных отношений:
1) отношения по международному информационному обмену;
2) по реализации основных информационных прав и свобод человека и гражданина, интересов общества и государства в информационной сфере;
3) в сфере организации и деятельности средств массовой информации;
4) интернет-отношения, а также отношения в области связи и массовых коммуникаций;
5) отношения в сфере электронного документооборота;
6) в области электронной торговли и ведения предпринимательской деятельности с использованием информационных технологий;
7) по обработке персональных данных;
8) в сфере библиотечного дела, архивного дела;
9) в области обеспечения информационной безопасности России;
10) по рассмотрению информационных споров.
Отношения, указанные в п. 4-6 являются смежными и в настоящее время составляют ядро информационного права.
В информационном праве используется вся совокупность способов регулирующего воздействия на информационные правоотношения, то есть как диспозитивное регулирование (свобода выбора, равенство сторон, децентрализация, координация), так и императивное регулирование (централизованное осуществление властных полномочий, строгая субординация).
Включённость различных методов в систему информационного права не означает их произвольного столкновения или конкуренции. Дискуссии по вопросам значительности тех или иных методов для информационного права можно примирить, только выработав самостоятельную правовую систему для разрешения проблем, возникающих в отношениях информационного свойства.
И.М. Рассолов в своих работах говорит о двух магистральных методах правового регулирования информационных отношений (императивном и диспозитивном методах) и их сочетании. Он также отмечает, что  императивный метод преобладает. 
И.М. Рассолов выделяет 2 основные функции информационного права (регулятивная и охранительная), присущие также другим отраслям, и 4 специальных функции, к которым относятся:
Производственная функция влияет на технологический процесс, эффективность производства, качество продукции, трудовые ресурсы.
Социальная функция способствует занятости в сфере высоких технологий, появлению новых рабочих мест и профессий.
Интеграционная функция заключается в использовании опыта других стран. Поскольку новейшие технологии внедряются быстро, а информационные потоки не знают границ, информационное право должно оперативно оформлять новые отношения, взаимодействуя с нормами других государств и инкорпорируя их в своё законодательство при необходимости.
Прогностическая функция означает направленность данной отрасли в будущее (проблемы биоэтики, искусственного интеллекта, облачных и квантовых технологий).